# Kylor Kelley
Kylor Kelley, né le 26 août 1997 à Logan dans l'Utah, est un joueur américain de basket-ball évoluant au poste de pivot.

## Biographie

### NBA
Fin janvier 2025, il signe un contrat two-way en faveur des Mavericks de Dallas. Il est coupé début mars 2025.
Début avril 2025, il signe un contrat de 10 jours avec les Pelicans de La Nouvelle-Orléans.